# Siphonopidae
Siphonopidae – rodzina płazów z rzędu płazów beznogich (Gymnophiona).

## Zasięg występowania
Rodzina obejmuje gatunki występujące w Ameryce Południowej od doliny Magdaleny w północno-zachodniej Kolumbii przez południową Wenezuelę do regionu Gujana i amazońskiej części Ekwadoru, Peru, Boliwii i Brazylii na południe do Paragwaju i prowincji Misiones w skrajnie północno-wschodniej Argentynie.

## Systematyka

### Podział systematyczny
Do rodziny należą następujące rodzaje:
- Brasilotyphlus Taylor, 1968
- Luetkenotyphlus Taylor, 1968
- Microcaecilia Taylor, 1968
- Mimosiphonops Taylor, 1968
- Siphonops Wagler, 1828